# Goričica pri Moravčah
Goričica pri Moravčeh je naselje v Občini Moravče.